# Arménie aux Jeux olympiques d'hiver de 2014
L'Arménie participe aux Jeux olympiques d'hiver de 2014 à Sotchi en Russie du 7 au 23 février 2014. Il s'agit de sa sixième participation à des Jeux d'hiver.

## Ski alpin
Chypre a obtenu les places suivantes :
- Compétitions masculines: 1 place

| Athlète           | Épreuves     | Course 1                | Course 1 | Course 2                | Course 2 | Total                    | Total |
| Athlète           | Épreuves     | Temps                   | Rang     | Temps                   | Rang     | Temps                    | Rang  |
| ----------------- | ------------ | ----------------------- | -------- | ----------------------- | -------- | ------------------------ | ----- |
| Arman Serebrakian | Slalom géant | 1 min 29 s 59 (+8 s 51) | 54e      | 1 min 28 s 81 (+5 s 62) | 42e      | 2 min 58 s 40 (+13 s 11) | 46e   |
| Arman Serebrakian | Slalom       | 55 s 90 (+9 s 20)       | 60e      | 1 min 4 s 67 (+10 s 73) | 31e      | 2 min 0 s 57 (+18 s 73)  | 34e   |

## Ski de fond

### Distance
Hommes
| Athlète           | Épreuve         | Classique     | Classique | Libre         | Libre | Total             | Total         | Total |
| Athlète           | Épreuve         | Temps         | Rang      | Temps         | Rang  | Temps             | Écart         | Rang  |
| ----------------- | --------------- | ------------- | --------- | ------------- | ----- | ----------------- | ------------- | ----- |
| Sergey Mikayelyan | 15 km classique | NC            | NC        | NC            | NC    | 42 min 39 s 1     | +4 min 9 s 4  | 46e   |
| Sergey Mikayelyan | 30 km skiathlon | 38 min 43 s 1 | 51e       | 33 min 59 s 8 | 39e   | 1 h 13 min 16 s 6 | +5 min 1 s 2  | 46e   |
| Artur Yeghoyan    | 15 km classique | NC            | NC        | NC            | NC    | DNS               | -             | -     |
| Artur Yeghoyan    | 30 km skiathlon | 40 min 11 s 7 | 63e       | 36 min 51 s 0 | 63e   | 1 h 17 min 44 s 5 | +9 min 29 s 1 | 63e   |

Femmes
| Athlète        | Épreuve         | Classique | Classique | Libre | Libre | Total         | Total        | Total |
| Athlète        | Épreuve         | Temps     | Rang      | Temps | Rang  | Temps         | Écart        | Rang  |
| -------------- | --------------- | --------- | --------- | ----- | ----- | ------------- | ------------ | ----- |
| Katya Galstyan | 10 km classique | NC        | NC        | NC    | NC    | 35 min 26 s 4 | +7 min 8 s 6 | 64e   |